# 樓正華
樓正華（1906年5月16日—1986年），又名廷梁、楼云，字少卿，浙江蕭山（今爲杭州市蕭山區）人，中華民國大陸時期政治人物，早年在福建、浙江兩省工作，抗戰結束後任浙江省平湖縣縣長，1949年宣佈起義。

## 生平

### 早年經歷
樓正華是蕭山樓塔人，仙岩樓氏中祠六房三十三世，樓秉權（槐海）長子。
蕭山縣立第一高小、杭州崇文中學畢業，南京政治工作人員養成所結業，文治大學、浙江警官學校正科畢業。
1924年，樓正華加入國民黨。1926年任總政治部少校科員，1929年通過文官考試，錄取縣長職位。1930年赴日考察警政自治。
抗戰期間，應陳儀邀請出任福建省政府公報室主任，爲陳器重。曾任浙江省民政廳薦任視察、總政治部少將設計委員、福建省政府編譯室主任兼圖書館館長、福建省政工人員訓練班主任、浙江省建設廳祕書、第三十二集團軍總司令部少將編審主任、內政部警察總署簡任專員等職。
1943年，蕭山縣政府籌備建立「蕭山縣立戰時初中學生補習學校」（最初創建於1938年，於1940年蕭山淪陷後停辦，1943年在河上續辦，次年改爲「蕭山縣立初級中學」，爲今日浙江省蕭山中學的前身），邀請樓正華擔任校長，遭樓婉辭。

### 平湖縣長
1948年6月，陳儀出任浙江省政府主席，邀请樓進入省政府工作。中共地下黨員余森文，時任國民黨第四區行政專員，曾爲樓在警官學校時的老師和工作上的上級，遂多次約見樓，開展策反工作，並建議他擔任縣長而不是在省政府內部工作。7月7日，浙江省政府任命樓任平湖縣長。
7月20日，樓抵達平湖縣，出任縣長。在樓正華主政平湖期間，有許多樓塔同鄉投奔平湖謀生，很多人從此世居平湖。
曾參與策反樓正華的李長風後來在《我們協助樓正華起義》一文中寫道：「樓正華思想比較進步，願意跟共產黨走。」至1949年初，樓已掌握地方武裝第二、第三兩個自衛中隊和一個特務中隊，並籌集了大量糧食，準備迎接解放軍。5月4日，海鹽縣長馬憑祖乘車逃往上海，因爲樓在此前曾策動馬投共，中共地下黨擔心馬告發樓正華，於是將樓轉移至嘉興興善寺地下黨員姜正中家中，安排警察局長趙補天代理縣長。
5月7日，陳伯亮代表中共杭州市委成立「中國人民解放軍杭嘉湖支隊」，樓正華任支隊長。5月9日，樓正華與解放軍取得聯繫，防守新埭鎮的第三自衛中隊宣佈起義。5月11日上午，國民革命軍暫編第八師發覺樓正華投共，派兵包圍縣政府與警察局。當天下午，解放軍第二十五軍五十八師進攻平湖，並與傍晚攻克平湖，樓正華跟隨解放軍進城開展工作。
新政權建立後，樓積極配合工作，在前國民黨人員的訓練中起了很大的作用。6月4日，樓正華調離平湖，前往杭州工作。臨行前，平湖縣委的四位領導，书记戴奎、副书记兼组织部长秦泽甫、县长方建烈和宣传部长齐克飞，在縣政府食堂宴请樓，爲他踐行。

### 中華人民共和國成立後
中華人民共和國成立後工作於杭州市中級人民法院，曾任民事科科長。
1981年4月29日，浙江省委同意平湖縣委的《關於平湖縣僞縣長樓正華起義一案的情況報告》，對樓正華和其他參與這場起義的人員，按起義、投誠人員政策來處理。
1986年樓正華在杭州因病逝世。

## 家庭
樓正華的父親樓秉權（1875年－1950年），又名槐海，字巨卿，任職警政，同時也經商，爲樓塔顯戶。樓秉權娶苦竹院俞慶雲長女，生一女，早亡，兩子，長子即樓正華，次子樓正夏（廷芳），畢業於北洋工學院，抗戰時期任第三戰區長官部技士，後以青年軍中校技術教官身份退役。
樓正华娶溪埭里（今諸暨市次塢鎮溪埭村）俞瑞森之女，生四女、五子：郎轩、叔达、叔明、叔迁、叔玄。

### 引用
1. ↑  嘉兴组织史 1992，第347頁.
2. ↑  楼岳中 2008，第247,274頁.
3. 1 2 3 4 5 6 7 8 9  楼岳中 2008，第274頁.
4. ↑  冯安琪 1997，第121頁; 起义始末 1986，第15頁; 毛翼虎 1997，第136頁.
5. ↑  南京调查资料校注 下 2019，第605頁; 起义始末 1986，第4頁.
6. ↑  裘建锋 2021，第2頁.
7. ↑  萧山文史（三） 1989，第157頁.
8. 1 2  萧山地名 2014，第567頁.
9. ↑  蕭山縣立初級中學 1948，第5頁.
10. ↑  蕭山縣立初級中學 1948，第3頁; 萧山文史（三） 1989，第157頁.
11. ↑  楼岳中 2008，第274頁; 萧山文史（三） 1989，第157頁; 起义始末 1986，第4頁.
12. 1 2  起义始末 1986，第4頁.
13. ↑  起义始末 1986，第5頁.
14. 1 2  金天 2021.
15. 1 2  平湖县志编纂委员会 1993，第712頁.
16. ↑  起义始末 1986，第9-10頁.
17. ↑  裘建锋 2021; 起义始末 1986，第9-10頁.
18. ↑  平湖市史志办公室 2004，第2頁.
19. ↑  启明 2020.
20. ↑  冯安琪 1997，第121頁; 起义始末 1986，第15頁.
21. ↑  平湖市史志办公室 2004，第194頁.
22. ↑  楼岳中 2008，第274頁; 萧山文史（三） 1989，第157頁.
23. ↑  楼岳中 2008，第266-267頁.

### 來源
- 楼岳中. . 杭州: 浙江人民出版社. 2008: 247. ISBN 978-7-213-03720-7 （中文（中国大陆））.
- 中国人民政治协商会议萧山市委员会文史工作委员会. . 1989 （中文（中国大陆））.
- 平湖县志编纂委员会. . 上海: 上海人民出版社. 1993. ISBN 7-208-01594-5 （中文（中国大陆））.
- 平湖市史志办公室. . 北京: 中共党史出版社. 2004. ISBN 7-80136-988-2 （中文（中国大陆））.
- 中共嘉兴市委组织部; 中共嘉兴市委党史研究室; 嘉兴市档案馆. . 北京: 新华出版社. 1992. ISBN 7-5011-1686-5.
- 杭州市萧山区民政局; 杭州市萧山区区划地名管理办公室. . 北京: 方志出版社. 2014: 567. ISBN 978-7-5144-1303-8 （中文（中国大陆））.
- . . 1997 （中文（中国大陆））.
- 毛翼虎. . 宁波: 宁波出版社. 1997. ISBN 7-80602-158-2 （中文（中国大陆））.
- 中共南京市委党史工作办公室; 南京市档案馆. . 南京出版社. 2019: 978–7–5533–2548–4 （中文（中国大陆））.
- 蕭山縣立初級中學. . 1948 （中文（繁體））.
- 中共平湖县委党史办公室. . 嘉兴党史通讯. 1986, (第1期): 4-17 （中文（中国大陆））.
- 裘建锋. . 嘉兴日报社. 2021-05-06: 2  [2023-02-04]. （原始内容存档于2023-02-04） （中文（中国大陆））.
- 金天. . 嘉兴日报平湖版. 2021-05-11 （中文（中国大陆））.
- 启明.  (PDF). 嘉兴日报平湖版 (4533) (嘉兴日报社). 2020-09-16  [2023-02-06] （中文（中国大陆））.

## 延伸阅读
- 楼正华. . 中共嘉兴市委党史资料征集研究委员会  (编). . 1989  [2023-03-13]. （原始内容存档于2023-04-10）.